# 大貫惠美子
大貫恵美子（1934年—）是日本一位人类学家，也是威斯康星大学麦迪逊分校的William F. Vilas人类学教授 。她的著作已被翻译成包括意大利语、韩语、波兰语和俄语在內的的其他语言，大貫恵美子于 2010 年被任命为巴黎高级研究学院研究员。她也是美国文理科学院成员、中西部理事会成员，并获得過古根海姆獎等奖项。
大貫恵美子曾研究樱花的象征意义以及它与日本人身份之間的关系，並表示日本當局曾經用樱花象征鼓励人民為國牺牲。